# Прокуроров, Алексей Алексеевич
Алексе́й Алексе́евич Прокуро́ров (25 марта 1964, Мишино, Владимирская область — 10 октября 2008, Владимир) — советский и российский лыжник, олимпийский чемпион 1988 года и чемпион мира 1997 года. Заслуженный мастер спорта СССР (1988), почётный гражданин города Владимира.

## Биография
Родился в рабочей семье, родители работали на Муромском приборостроительном заводе. Имел старшую сестру Ольгу.
Школьником 12 лет, несмотря на диагностированные шумы в сердце и предупреждения врачей, пришёл заниматься в лыжную секцию (ДЮСШ поселка Вербовский). Первый тренер — Виктор Муратов, позже тренировался у Василия Рочева, Владимира Малашенкова и Олега Канточкина. В 1982 году включён в состав юниорской сборной СССР.

### Спортивная карьера
Член сборной СССР на Универсиаде 1985 года, где выиграл три медали: золото в эстафете 4×10 км, серебро на дистанции 30 км и бронзу на дистанции 15 км.
С 1986 года — член лыжной сборной СССР. Участник пяти Олимпийских игр: 1988, 1992, 1994, 1998 и 2002 годов. На Олимпиаде в Калгари завоевал золото на дистанции 30 км и серебро в мужской эстафете 4×10 км. На Олимпиадах 1998 года в Нагано и 2002 года в Солт-Лейк-Сити был знаменосцем сборной, нёс российский флаг.
Чемпион мира 1997 года на дистанции 30 км. Тренеры — В. П. Рочев, В. Л. Малашенков и О. А. Канточкин. Выступал за СК РА. Завершил спортивную карьеру на этапе розыгрыша Кубка мира-2002 в Лиллехаммере (Норвегия) в 39 лет.

### Тренерская деятельность
Окончил Владимирский государственный педагогический институт.
В апреле 2006 года был назначен старшим тренером женской сборной России по лыжным гонкам. На чемпионате мира 2007 года было завоёвано золото на дистанции 15 (7,5+7,5) км выиграны гонка преследования, серебро на дистанции 10 км, свободный стиль, раздельный старт.

### Смерть

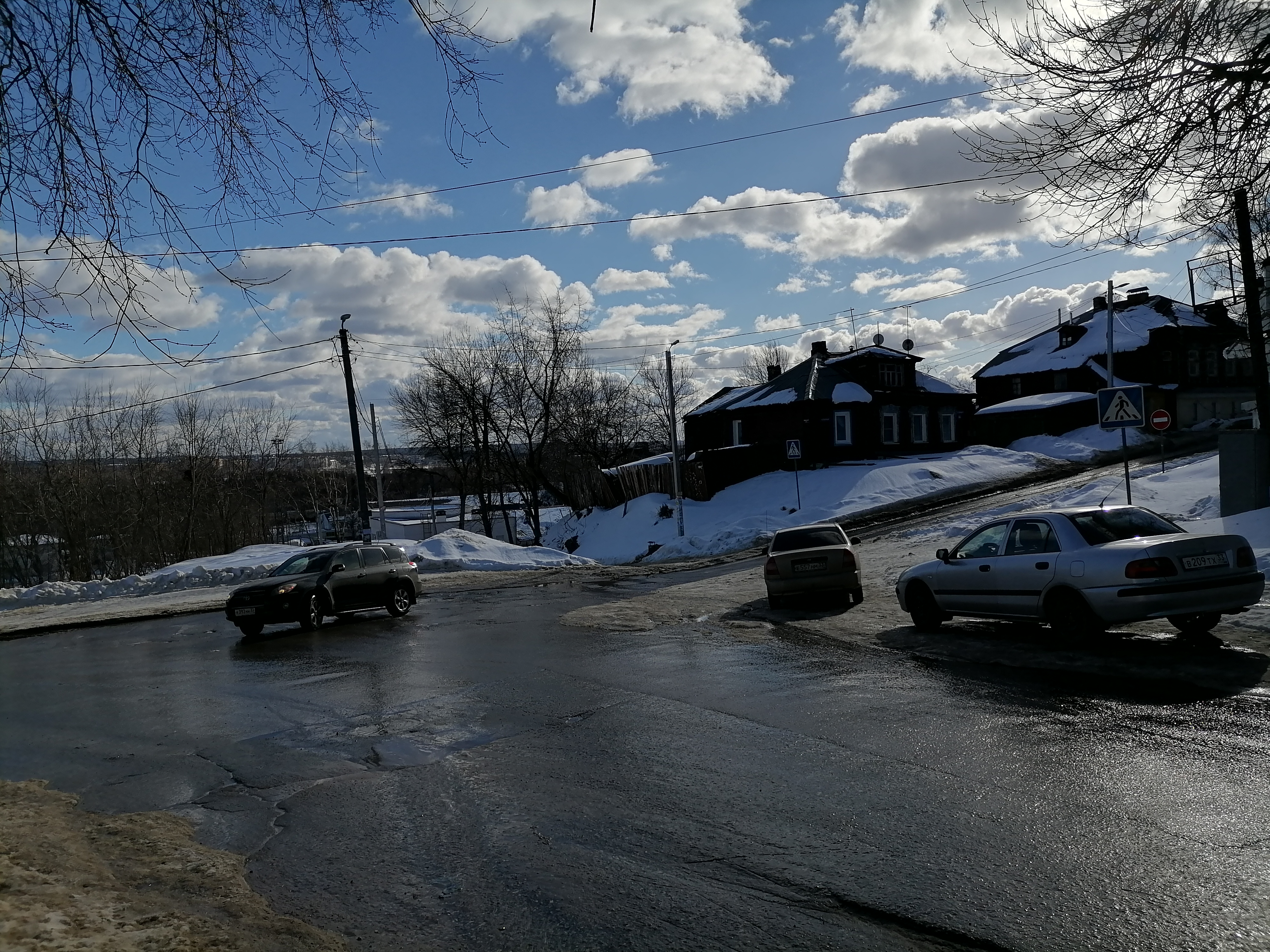
Владимир. Угол улиц Урицкого и Карла Маркса, место гибели А. Прокуророва

Погиб в результате ДТП на 45-м году жизни, утром 10 октября 2008 года во Владимире. Прокуроров был сбит насмерть автомобилем ВАЗ-2114 при переходе улицы Урицкого в районе железнодорожного вокзала Владимира. Автомобилем управлял нетрезвый водитель 23 лет, не имеющий права вождения с 18 июля 2008 года, который значительно превысил скорость и не смог вписаться в поворот. Гражданская панихида прошла 13 октября в Городском дворце культуры Владимира.

Могила Алексея Прокуророва на Улыбышевском кладбище

Прокуроров был похоронен на Аллее Славы городского кладбища Улыбышево.

## Награды
- Орден Почёта (28 декабря 1995 года) — за заслуги перед государством, многолетнюю плодотворную деятельность в области культуры и искусства[7]
- Орден Дружбы Народов (1988 год)
- Заслуженный мастер спорта СССР (1988 год, лыжные гонки)
- Почётный знак «За заслуги в развитии физической культуры и спорта» (1997 год)
- Почётный гражданин города Владимира (30 мая 2002 года) — за большие заслуги в развитии физической культуры и спорта, высокие спортивные результаты[8]

## Память
Именем Прокуророва в городе Муроме названа площадь в микрорайоне Вербовский и муниципальное бюджетное учреждение «Спортивная школа олимпийского резерва».
Также имя А. А. Прокуророва присвоено муниципальному образовательному учреждению дополнительного образования детей «Специализированная детско-юношеская спортивная школа Олимпийского резерва по лыжным гонкам с отделением биатлона г. Владимира».
В лесопарке «Дружба» на территории г. Владимира сохранена лыжня, носящая имя Алексея Прокуророва.
Сейчас именем Прокуророва названы Владимирский лыжный марафон, который был организован в память о легендарном спортсмене через несколько месяцев после его гибели.